# Beraba erosa
Beraba erosa är en skalbaggsart som först beskrevs av Martins 1981.  Beraba erosa ingår i släktet Beraba och familjen långhorningar. Inga underarter finns listade.